# 东方梦工厂
東方夢工場（英語：Pearl Studio）是一家位於中國上海市的跨国電影製片公司。該公司成立於2012年8月6日，由夢工廠動畫公司與上海東方傳媒集團及其他兩家中資投資公司組建而成。在2018年，華人文化產業投資基金收購了該工作室的所有環球影業股份，現為中國的一家電影製作公司。

## 公司作品
註：以下電影除特別註明外，均以中譯為主。

### 發行
2013年
- 《疯狂原始人》（中國大陸）（院線）
- 《极速蜗牛》（中國大陸）（院線）

2014年
- 《天才眼镜狗》（中國大陸）（院線）
- 《驯龙高手2》（中國大陸）（院線）
- 《马达加斯加的企鹅》（中國大陸）（院線）

2015年
- 《疯狂外星人》（中國大陸）（院線）

2016年
- 《魔髮精靈》（中國大陸）（院線）

### 製片
- 《功夫熊貓3》（2016年）（聯合製片）[5]
- 《雪人奇缘》（2019年）（聯合製片）[6]
- 《飞奔去月球》（2020年）

## 上海夢中心
上海夢中心是由夢工廠動畫、華人文化產業投資基金和蘭桂坊集團共同在中國上海市徐匯區投資建設的一個文化創意園。上海夢中心占地逾152,300平方米，首輪投資150億元人民幣。這裡除了將成為東方夢工廠的總部所在地之外，還將興建一系列建築。

## 外部連結
- 互联网电影数据库上东方梦工厂的资料（英文）
- 东方梦工厂的新浪微博